# Virovitica
Virovitica (pronunciado en español: Virovitiza) es una ciudad de Croacia, capital del condado de Virovitica-Podravina, en la región histórica de Eslavonia. 

## Geografía
Se encuentra a una altitud de 123 m s. n. m. a 148 km de la capital nacional, Zagreb.

## Demografía
En el censo 2021 el total de población del municipio fue de 19.366 habitantes, distribuidos en las siguientes localidades:
- Čemernica - 645
- Golo Brdo - 301
- Jasenaš -  53
- Korija- 658
- Milanovac - 1.525
- Podgorje - 740
- Rezovac -  1.146
- Rezovačke Krčevine - 297
- Sveti Đurađ - 470
- Virovitica - 13.531

| Gráfica de población de Virovitica 1857-2021                        |
|                                                                     |
| Según los censos de población de la oficina estadística de Croacia. |

## Historia
En los textos latinos del siglo XIII, Virovitica aparece como Wereuce, Wereuche, Veruche o Verouche, por lo que se considera que en el idioma de los pobladores croatas de entonces se pronunciaba como Verevče. El nombre Virovitica probablemente llegó al curso de agua que desciende de la cercana Bilogora y pasaba por el asentamiento. Hoy, ese curso de agua es llamado Ođenica. El origen de este hidrónimo es protoeslavo y señala la propiedad del agua como inquieta e impetuoso.
En el gran mapa de Eslavonia de Lazio desde 1556, la ciudad está marcada como Werewcze, y el nombre Virovitica (Virouiticza) aparece por primera vez en la crónica de Vramc, mientras que en la mayoría de los documentos históricos se menciona en la forma de Werowitz. Werouitis o Verotis.

## Ciudades hermanadas
- Barcs, Hungría.
- Traunreut, Alemania.
- Vyškov, República Checa.